# ČT24

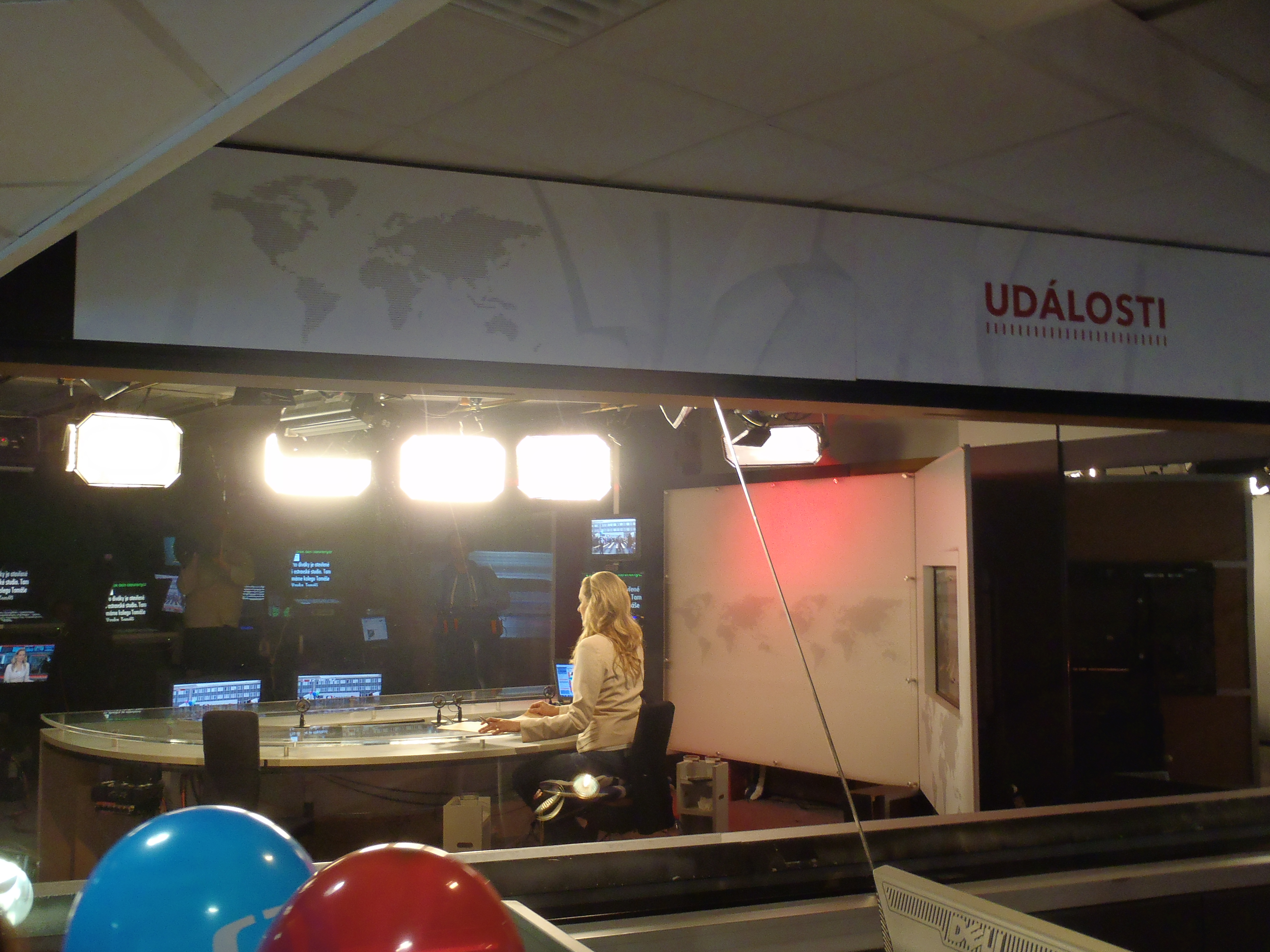
Zpravodajské studio 9 (2013)

ČT24 je televizní stanice České televize, která se 24 hodin denně věnuje převážně zpravodajství. Začala vysílat 2. května 2005, čímž se stala třetím kanálem České televize a zároveň první televizní zpravodajskou stanicí v Česku. ČT24 je nejsledovanějším veřejnoprávním zpravodajským kanálem v Evropě.

## Programové schéma
ČT24 vysílá nepřetržitě, 24 hodin denně. Všechny pořady jsou vysílány ve vysokém rozlišení. Pořady Studio 6, Interview ČT24, 90' ČT24, Události, komentáře, Branky, body, vteřiny a Horizont ČT24 jsou vysílány ve studiu 6 na Kavčích horách, hlavní zpravodajská relace Události a pořad ČT art Události v kultuře z virtuálního studia 8, dopolední a odpolední zpravodajství pak ze studia 9.
Stanice vysílá aktuální zprávy 24 hodin denně – tzv. kontinuální zpravodajství mezi 6.00 a 24.00 (Studio 6, Studio ČT24, 90' ČT24, Zprávy ve 23), od půlnoci pak vždy v celou zpravodajský přehled. V intervalu 15, 30 či 60 minut vysílá 5–20 minutovou relaci Zprávy včetně krátké předpovědi počasí. Čtyři, respektive pět relací je třicetiminutových a nesou názvy Zprávy ve 12 (ve 12.00), Zprávy v 16 (v 16.00), Události (v 19.00, cca 50 minut), Zprávy ve 23 (ve 23.05) a pouze ve všední dny v rámci pořadu Studio 6 i Zprávy v 9 (v 9.00). Třicetiminutové relace obsahují i sportovní zpravodajství a předpověď počasí. To se netýká hlavní relace od 19.00, kterou předchází Předpověď počasí a po které následují samostatné Branky, body, vteřiny. Ve všední dny je od 22.00 vysílán zpravodajský pořad Události, komentáře, v neděli pak pořad Události, komentáře týdne.
Zprávy jsou zároveň zobrazovány nepřetržitě v podobě informačního proužku ve spodní části obrazu (tzv. ticker nebo crawl), který kromě aktuálních zpráv obsahuje i časový údaj ve formátu HH:MM.
ČT24 vysílá kromě zpravodajství např. pořad Objektiv obsahující reportáže z různých míst v ČR a ve světě. Dále také pořad o životě v komunistickém Československu Retro (aktuálně již ale nevyrábí premiéry) a další pořady.
Některé pořady jsou vysílány souběžně i na programu ČT1 (Studio 6, Zprávy ve 12, Události a 1. část diskusního pořadu Otázky Václava Moravce a různá mimořádná vysílání).
ČT24 také reaguje na náhlé důležité události mimořádným vysíláním, které dokáže zahájit během 30 minut.

## Sledovanost
V prvním roce měla ČT24 průměrnou sledovanost 0,31 %. V roce 2010 činila sledovanost ve věkové skupině 15+ 3,40 % celodenně, v hlavním vysílacím čase pak 2,09 %. Ve věkové skupině 15–54 let byla celodenní sledovanost 2,04 %, v hlavním vysílacím čase 1,24 %.
Od roku 2013 je ČT24 každoročně nejsledovanějším veřejnoprávním zpravodajským televizním kanálem v Evropě. V roce 2016 sledovanost ČT24 činila 3,99 %. Roku 2019 byla sledovanost 3,9 % a v roce 2020 dosáhla 5,5 %, což byl nejvyšší meziroční nárůst podílu na publiku mezi evropskými veřejnoprávními zpravodajskými kanály.

## Způsob vysílání
Program začal přinášet zpravodajství 2. května 2005 od 13 hodin přes internet na stránkách Ct24.cz a též digitálním vysíláním současně přes družice Astra 1 a 3A a Eurobird1.
Od 21. října 2005 vysílala v řádném pozemním digitálním vysílání ve standardu DVB-T v přechodném multiplexu A, od 31. října 2008 pak v řádném multiplexu 1. Digitální vysílání DVB-T ČT24 bylo ukončeno 30. září 2020. Od roku 2019 vysílá ve standardu DVB-T2 v multiplexu 21.
Od 1. ledna 2006 vysílá na orbitální pozici 23,5° východně přes družici Astra 3A v paketu Skylink, na pozici 0,8° západně družici na Thor 6 v paketu UPC Direct a také na orbitální pozici 1° západně na satelitu Intelsat 10-02 v paketu Telly.
Kanál také přenášejí některé kabelové sítě.

## Ocenění
Internetový portál ČT24.cz se v průzkumu konaném v roce 2011 společností Mediasearch o „nejdůvěryhodnější zpravodajský server“ umístil na 1. místě. Web ČT24 byl vysoce hodnocen i v dalších kritériích, jako je „obsah“, „přehlednost“, „množství reklam“ a „první dojem“. Aplikace ČT24 byla též nejvyužívanější aplikace pro sledování zpráv z mobilu.
V letech 2013 a 2014 obsadila stanice ČT24 druhé místo v kategorii Zpravodajství a publicistika ankety Křišťálová Lupa. V letech 2015, 2017 a 2019 se v této anketě umístila na třetím místě.

## Loga stanice

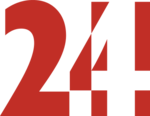
První logo ČT24, od 2. května 2005 do 31. srpna 2007
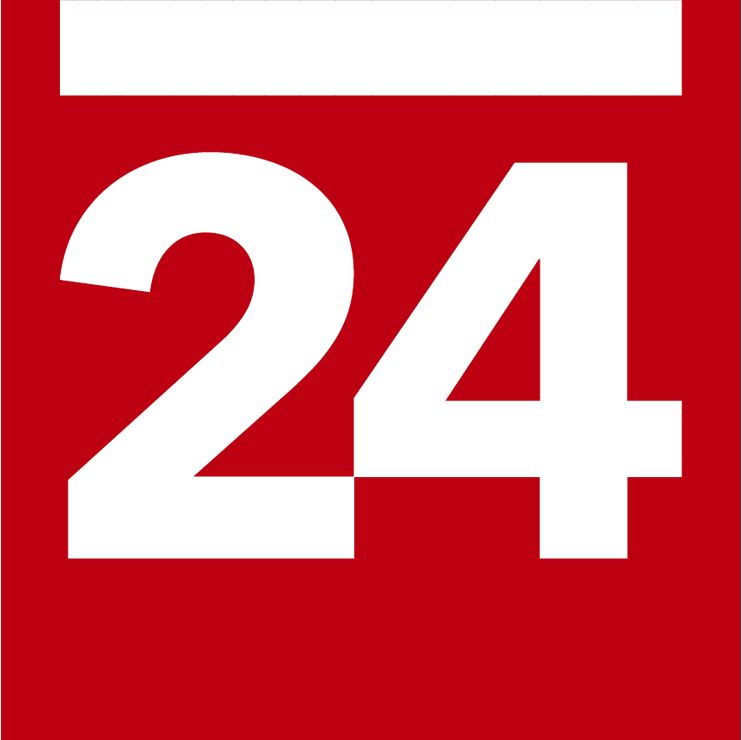
Druhé logo stanice, od 1. září 2007 do 1. října 2012
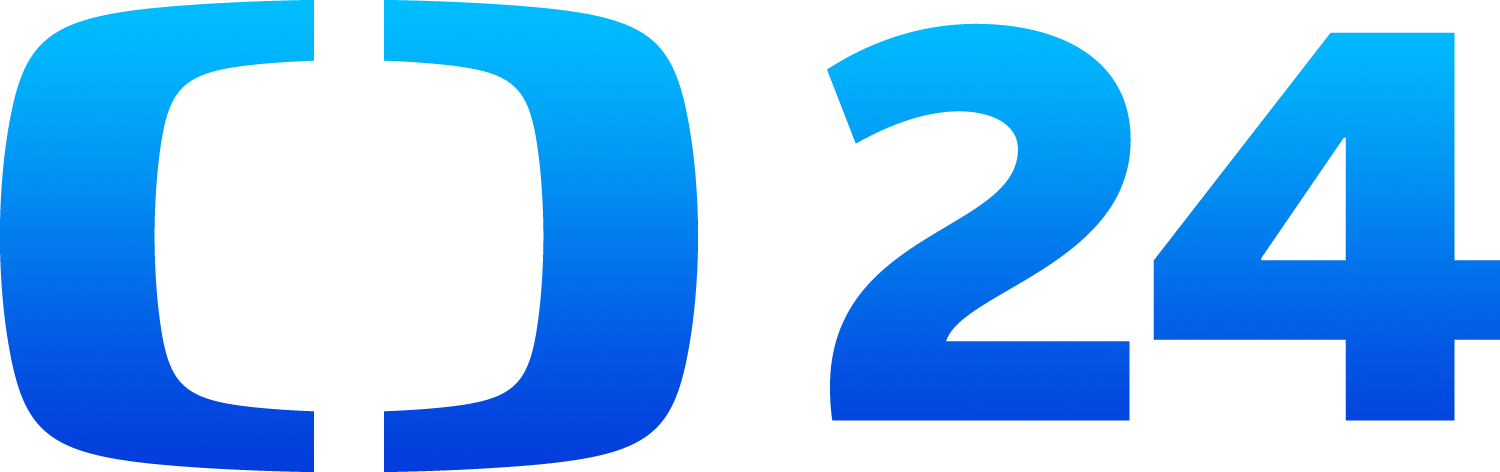
Logo ČT24 od 1. října 2012